# Ladislau I, o Breve
Ladislau I, o Breve (em polonês: Władysław I Łokietek) (c. 1260 / Cracóvia, 1 – 2 de março de 1333), foi o Rei da Polônia de 1320 a 1333 e duque de várias províncias e principados nos anos anteriores. Ele era membro da Dinastia Piasta, filho do duque Casimiro I da Cujávia e bisneto do alto-duque Casimiro II, o Justo.
Ladislau I herdou uma pequena parte do domínio de seu pai, mas seu domínio cresceu à medida que alguns de seus irmãos morreram jovens. Ele tentou, sem sucesso, incorporar o Ducado de Cracóvia (a Província do Seniorato) em 1289, após a morte de seu meio-irmão Leszek II, o Negro e a retirada da disputa de seu aliado Boleslau II da Masóvia. Após um período de exílio durante o governo de Venceslau II, Ladislau recuperou vários ducados e depois Cracóvia em 1306, quando Venceslau III foi assassinado. Ele assumiu temporariamente o controle de parte da Grande Polônia após a morte de seu aliado Premislau II, perdeu-o e depois o recuperou.
Ladislau era um líder militar habilidoso, mas também um administrador; ele conquistou a Pomerânia de Gdansk, e deixou-a para governadores familiares. Para a defesa deste território, recorreu aos Cavaleiros Teutónicos, que então exigiram uma soma exorbitante, ou a própria terra como alternativa. Isso levou a um conflito prolongado com os Cavaleiros.
Talvez a sua maior conquista tenha sido obter permissão papal para ser coroado Rei da Polônia em 1320, o que ocorreu pela primeira vez na Catedral de Wawel, em Cracóvia. Ladislau morreu em 1333 e foi sucedido por seu filho, Casimiro III, o Grande.

## Biografia

### Antecedentes

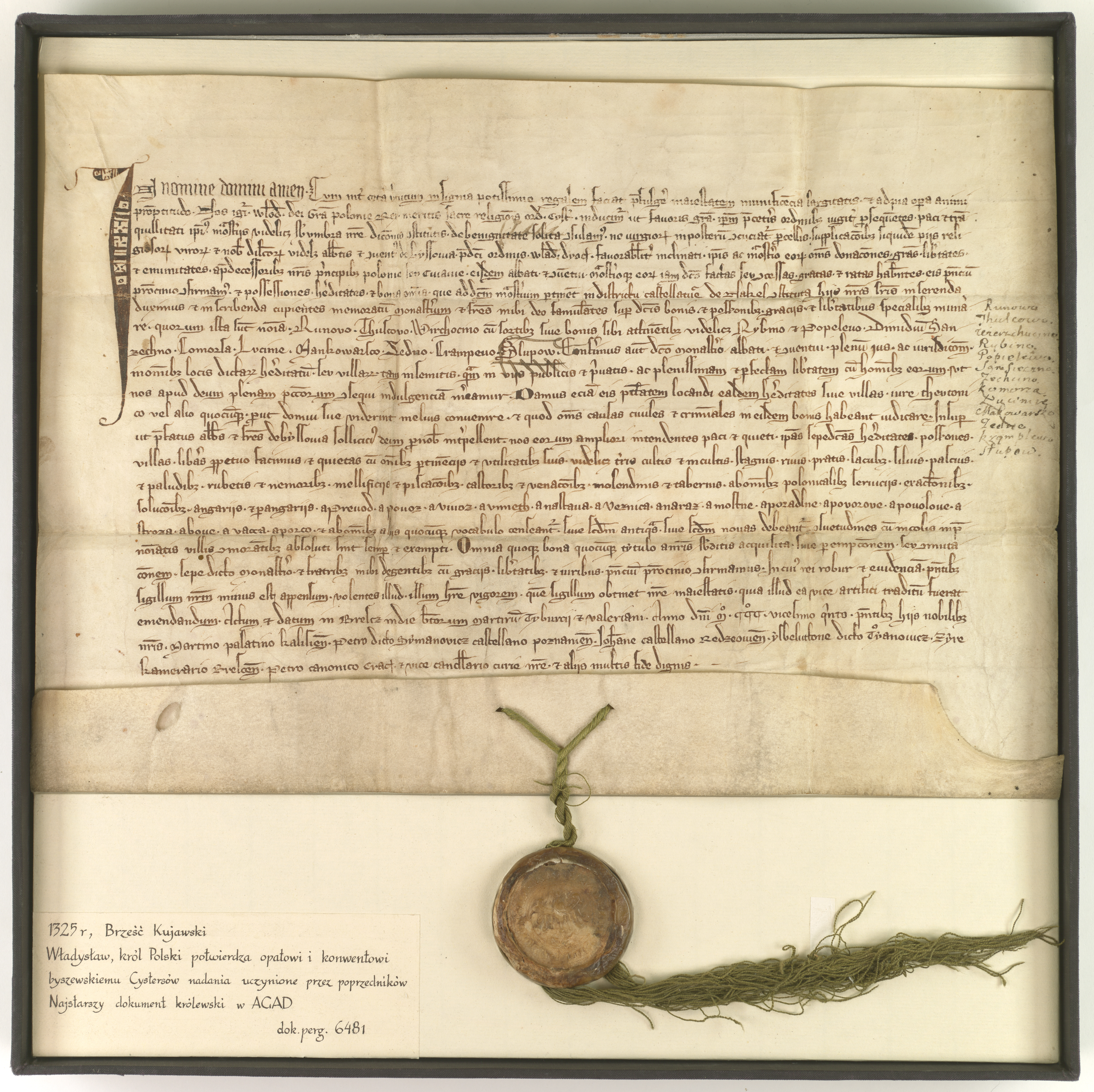
Édito de Ladislau, o Breve, em 1325, confirmando que os cistercienses de Byszewo continuam a ter os mesmos direitos que sob a lei alemã e a continuação da propriedade de sua abadia em Byszewo.

Em 1138, o Reino da Polónia, que vinha crescendo em força sob o domínio da Dinastia Piasta, encontrou um obstáculo que impediu o seu desenvolvimento durante quase duzentos anos. No testamento do Rei Boleslau III da Polónia (Boleslau III Krzywousty), a Polônia foi dividida em cinco províncias: Silésia, Mazóvia com a Cujávia oriental, Grande Polônia, a Região de Sandomierz, e a Província do Seniorato. A Província do Seniorado inicialmente compreendia Cracóvia e a Pequena Polônia ocidental, a Grande Polônia oriental incluindo Gniezno e Kalisz, a Cujávia ocidental, Łęczyca e Sieradz (mantida pela duquesa viúva Saloméia de Berg durante sua vida), e com Pomerélia como feudo. Para evitar que seus quatro filhos brigassem, Boleslau concedeu uma província a cada um deles, enquanto a Província do Seniorado seria dada ao irmão mais velho com base na primogenitura. Esta decisão pretendia prevenir rixas dinásticas e prevenir a desintegração do reino. No entanto, revelou-se inadequado e deu início a quase dois séculos daquilo que procurava neutralizar: lutas e desordem constantes. Ladislau I conseguiu reunir a maioria dessas terras de volta ao reino da Polônia. 
Ladislau I Łokietek era o filho mais velho de Casimiro I da Cujávia (Kazimierz I Kujawski) e de sua terceira esposa, Eufrosina de Opole. No entanto, ele era apenas o terceiro em antiguidade para ser duque da Cujávia, pois tinha dois meio-irmãos mais velhos do segundo casamento de Casimiro com Constança de Wrocław: Leszek II, o Negro (Leszek Czarny) e Ziemomysł. Ele recebeu o nome de seu tio, irmão de sua mãe, Vladislau  de Opole.
Em fontes históricas contemporâneas ele foi apelidado de Łokietek, um diminutivo da palavra łokieć que significa "cotovelo" ou "ell" (uma unidade de medida medieval semelhante a um côvado, como em "cotovelo alto").  No entanto, a origem e o significado pretendido do apelido não são certos. A explicação mais antiga apareceu numa crónica do século XV de Jan Długosz, que especulou que o apelido se referia à baixa estatura do rei. Em 2019, uma equipe de arqueólogos chegou endoscopicamente ao interior da tumba do rei e descobriu que o corpo estava colocado no fundo da câmara mortuária sem caixão. Posteriormente, eles foram capazes de determinar que Ladislau I tinha 1,52-1,55 metros de altura, o que significava que a altura do rei estava um pouco abaixo da de uma pessoa média que vivia na Europa durante a Idade Média.  No passado, alguns historiadores levantaram a hipótese de que o apelido Łokietek nada tinha a ver com a aparência física do príncipe Ladislau, mas descreveram desdenhosamente o tamanho real e a importância política do seu domínio hereditário entre os outros principados governados pelos membros da Casa de Piasta, pelo menos em comparação com as ambições exageradas de Łokietek. Se esta hipótese estiver correta, Ladislau Łokietek deveria ser traduzido para Ladislau, o Mesquinho. Jan Długosz pode facilmente ter interpretado mal o apelido, sendo cronologicamente remoto ao contexto político da era de Łokietek. 

### Príncipe na Cujávia (1267-1288)
Em 1267, quando Ladislau I Łokietek tinha sete anos, seu pai Casimir morreu. Nesta época, Leszek II, o Negro, herdou Łęczyca (ele já havia recebido Sieradz seis anos antes), Ziemomysł ganhou Inowrocław, e Brześć Kujawski e Dobrzyń foram mantidos na regência por Euphrosyne em nome de Ladislau e seus irmãos mais novos Casimiro II e Siemowit. Após a morte de seu pai, Ladislau foi enviado a Cracóvia para a corte de seu parente, Boleslau V, o Casto (primo de primeiro grau, uma vez afastado). Em 1273, Ladislau participou na arbitragem de Boleslau, o Piedoso, duque da Grande Polónia, para reconciliar ele e a sua mãe Eufrósina com os Cavaleiros Teutónicos. Ladislau assumiu a responsabilidade de governar estes territórios em 1275, mas na verdade eles foram mantidos em um "niedzial" (propriedade coletiva da comunidade familiar) com seus dois irmãos mais novos. 
Em outubro de 1277, as terras destinadas ao seu irmão mais novo, Casimiro II, foram invadidas por lituanos, que, após o rapto dos prisioneiros e a apreensão dos saques, regressaram livremente a casa. Isto foi resultado de serem protegidos de Boleslau V, o Casto, que nesta época estava no campo político oposto (proczeskim) de Conrado II, Duque da Mazóvia, por cujas terras passou a invasão lituana. Dois anos depois, em 1279, Ladislau I Łokietek foi considerado um dos candidatos à sucessão na Pequena Polónia após a morte de Boleslau V, o Casto, de acordo com o Códice Hipácio.  No entanto, a nobreza acatou o testamento de Boleslau, que designou o meio-irmão mais velho de Vladislau, Leszek II, o Negro, como seu herdeiro.
Após a aquisição do poder por Leszek II, o Negro, em Cracóvia e Sandomierz em 1279, Ladislau, junto com seus irmãos mais novos, reconheceram a soberania de Leszek. Isso resultou, entre outras coisas, na adoção de um brasão por todos os filhos de Casimiro I Kujawski: meio leão, meio águia,  e depois Ladislau sempre serviu como aliado de seu meio-irmão mais velho . Em 1280, Ladislau ajudou militarmente o aliado de Leszek, o príncipe Mazóvia Boleslau II, em uma batalha com o irmão de Boleslau, Conrado II, e durante a expedição conquistou o castelo de Jazdów. Também é possível que em um encontro entre Leszek II, o Negro e Premislau II, duque da Grande Polônia, em Sieradz, em fevereiro de 1284,  tenha sido discutido o casamento de Ladislau com Edviges, uma prima de Premislau. No ano seguinte, em agosto, Ladislau esteve presente, juntamente com Premislau II e Ziemomysł da Cujávia, na finalização da reforma do mosteiro de Sulejów, ou seja, acolhendo os monges dos edifícios monásticos Wąchock . Após este evento, Ladislau apareceu novamente na Mazóvia, onde apoiou Boleslau II em combate com Conrado II, provavelmente em nome de Leszek II, o Negro.  Em retaliação a esta ação, Conrado II mais uma vez deixou o exército lituano passar por suas terras, que em 1287 sitiou Dobrzyń.

### Morte de Leszek, o Negro e a luta pelo controle de Cracóvia (1288-1289)
Em 30 de setembro de 1288, Leszek II, o Negro, duque de Cracóvia e Sieradz, morreu sem descendência, transferindo assim o poder no principado de Sieradz para seu meio-irmão mais velho, Ladislau I (seu irmão completo Ziemomysł já havia morrido em 1287). Enquanto Ladislau agora governava Brześć Kujawski e Sieradz, Casimiro II herdou o ducado de Łęczyca e Siemowit assumiu o controle das terras de Dobrzyń. 
A morte de Leszek iniciou uma luta pela supremacia nos ducados de Cracóvia e Sandomierz; os principais candidatos foram Boleslau II, Duque de Mazóvia, e Henrique IV, Duque de Breslávia. Neste concurso, Ladislau decidiu apoiar o primeiro. Henrique IV Probus, com o apoio dos poderosos patrícios alemães, dominou a capital no final de 1288. Boleslau II não desistiu, no entanto, e auxiliado pelo apoio de Ladislau, do irmão de Ladislau, Casimiro II, e talvez das tropas de Premislau II,  ele atacou ramos da coalizão Probo - Henrique III de Glogóvia, Bolko I de Opole, e Przemko de Ścinawa — que voltavam para a Silésia. Em 26 de fevereiro de 1289, uma batalha sangrenta ocorreu nos campos perto de Siewierz (Przemko de Ścinawa morreu lá), resultando em uma grande vitória para os ramos da Mazóvia-Cujávia. 

### Duque de Sandomierz e guerra com Venceslau II (1289–1292)

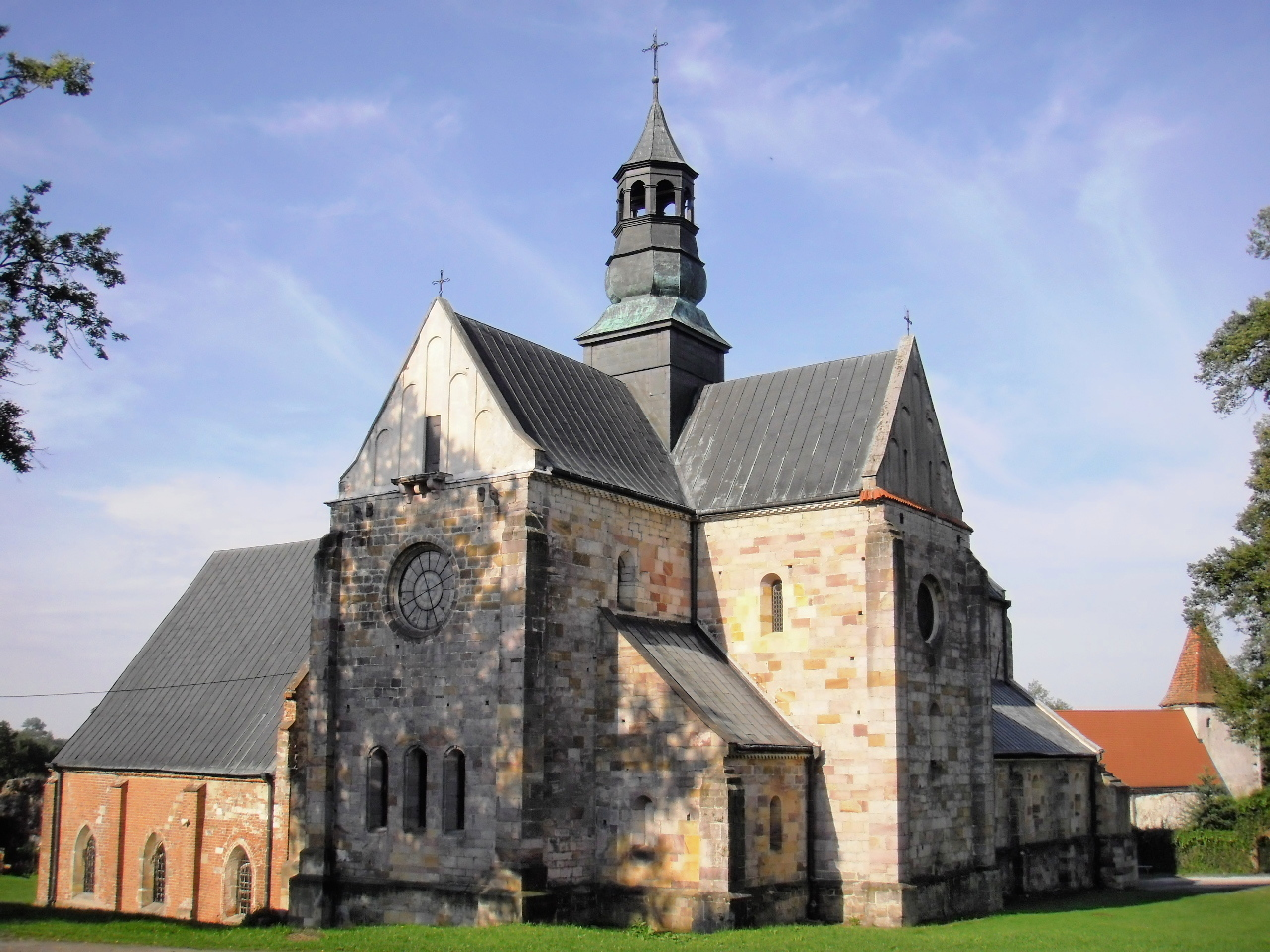
A Abadia de Sulejów é o local onde foi tomada a decisão de enviar uma carta ao Papa pedindo a coroação de Ladislau

Após a Batalha de Siewierz, Boleslau II da Mazóvia renunciou à candidatura à Província do Seniorado por razões desconhecidas, e assim Ladislau, o Breve, começou a se autodenominar Duque de Cracóvia e Sandomierz. Ele ocupou a capital da Pequena Polónia (mas sem o Castelo de Wawel), mas apesar das vitórias iniciais nas batalhas de Skała e Święcica, Ladislau não conseguiu torná-la permanente. Logo Cracóvia foi adquirida por Henrique IV Probo, e Ladislau teve que escapar da cidade com a ajuda dos franciscanos. Na segunda metade de 1289, o príncipe cujávio conseguiu consolidar o seu governo no Ducado de Sandomierz.  Isso resultou na divisão da Pequena Polônia em dois principados distintos (Cracóvia e Sandomierz), já que eram governados pelo mesmo duque desde que Boleslau V, o Casto, tornou-se Grão-Duque em 1243. 
Em 23 de junho de 1290, Henrique IV Probus morreu e Premislau II, duque da Grande Polônia, assumiu o trono de Cracóvia. Não se sabe exatamente como era a relação entre Premislau II e Ladislau I, embora seja muito provável que fossem amigáveis, pois a divisão ocorreu sem derramamento de sangue e pode ter sido resultado de um acordo entre os príncipes.  É possível, contudo, que estas relações tenham sido frias e talvez até hostis.  Premislau II dominou o Castelo de Wawel sem problemas, mas desde o início enfrentou considerável oposição interna de dentro do principado de Cracóvia - alguns dos quais apoiavam Ladislau, o Breve, enquanto outros apoiavam Venceslau II da Boêmia - e em meados de setembro de 1290 Premislau II deixou Cracóvia para retornar à Grande Polônia.  Entretanto, para aumentar ainda mais o seu significado contemporâneo, Ladislau deu a sua sobrinha Fenena (filha do seu meio-irmão Ziemomysł) em casamento a André III, o rei húngaro da dinastia arpádida. 
Premislau II finalmente desistiu do poder sobre Cracóvia em meados de janeiro do ano seguinte (1291), e o principado então aceitou o monarca tcheco Venceslau II como seu soberano.  Ladislau decidiu lutar pela Pequena Polônia com a ajuda das tropas húngaras que lhe foram concedidas por André III. Em 1292, as tropas da Boémia, através da superioridade numérica e com o apoio dos príncipes da Silésia e do Margrave de Brandemburgo, expulsaram primeiro Ladislau, o Breve, de Sandomierz, e em setembro do mesmo ano cercaram-no numa Sieradz fortificada. O cerco logo foi bem-sucedido e Ladislau e seu irmão Casimiro II foram capturados. Em 9 de outubro de 1292, foi assinado um acordo sob o qual Ladislau e Casimir II foram forçados a renunciar às reivindicações sobre a Pequena Polónia e a fazer fidelidade ao governante checo, em troca da qual permaneceram nos seus arrendamentos Cujávian. 

### Colaboração com Premislau II (1293–1296)
Os seus recentes fracassos e a ameaça de Venceslau II levaram Premislau II e Ladislau, os actuais concorrentes polacos ao trono de Cracóvia, a reunirem-se em Kalisz em Janeiro de 1293, a fim de desenvolver estratégias para remover o governo checo. A reconciliação dos adversários ocorreu como resultado da intervenção do Arcebispo Jakub Świnka; por sua vez, foi prometido ao arcebispo as receitas das minas de sal depois que a Pequena Polônia foi conquistada. O acordo secreto, assinado em 6 de janeiro de 1293, comprometeu os três príncipes (o acordo também contou com a presença de Casimiro II de Łęczyca) ao apoio mútuo no esforço para recuperar Cracóvia.  Naquela época, eles provavelmente desenvolveram um acordo de sobrevivência para garantir a herança mútua no caso da recuperação de Cracóvia. A ocasião deste congresso também pode ter marcado o casamento de Ladislau, o Breve, com Jaduiga, filha de Boleslau, o Piedoso, tio de Premislau II. 
Um ano depois (1294), já era necessário rever os planos aprovados em Kalisz, pois Casimiro II foi morto enquanto lutava contra os lituanos.  Como resultado, Łęczyca foi adicionada às terras de Ladislau, o Breve. Em 26 de junho de 1295, Premislau II foi coroado rei polonês com a permissão do Papa. A resposta de Ladislau a este desenvolvimento é desconhecida. Infelizmente, o novo rei desfrutou de sua coroação por apenas sete meses, pois em 8 de fevereiro de 1296 Premislau II foi assassinado, talvez incitado pelos Marquês de Brandemburgo. 

### Casamento
Quando Premislau II ainda estava vivo, Ladislau casou-se com Jaduiga, filha de Boleslau, o Piedoso. Existem três teorias principais entre os historiadores sobre quando o casamento ocorreu. O mais histórico pressupõe que o casamento ocorreu durante a vida do pai de Jaduiga, ou seja, o mais tardar em 1279.  A segunda teoria, que hoje tem mais adeptos, é que o casamento ocorreu entre 1290 e 1293, possivelmente no final da reunião em Kalisz em Janeiro de 1293, e que em 1279 talvez tenha havido apenas um noivado (matrimonium de futuro).  A terceira teoria postula uma data específica do casamento como 23 de abril de 1289. 

### Esforços iniciais na Grande Polônia (1296-1298)
Para a rica Grande Polónia, tornou-se evidente que o trono de Premislau II merecia o seu aliado mais próximo, o príncipe Ladislau da Cujávia. O facto de Ladislau, o Breve, ser conhecido por não gostar dos alemães não era irrelevante, uma vez que eram geralmente considerados os autores do assassinato de Premislau II. No entanto, houve um testamento de Premislau II, escrito por volta de 1290, reconhecendo Henrique III de Glogóvia como seu herdeiro. Nenhuma das partes queria batalhas sangrentas, e assim foi feito um acordo em 10 de março de 1296 em Krzywiń, no qual Ladislau concordou em dar a Henrique III a parte da Grande Polônia a oeste e ao sul dos rios Obra e Varta até a foz do Noteć. Ladislau também estabeleceu seu sucessor caso morresse sem um herdeiro homem: Henrique IV, o Fiel, o filho mais velho de Henrique III. Além disso, independentemente do futuro nascimento de quaisquer filhos seus, Ladislau concordou em dar o ducado de Posnânia a Henrique IV Fiel quando ele atingisse a idade adulta. 
A divisão da Grande Polónia acordada em Krzywiń não abordou todas as questões controversas, especialmente à luz do facto de que os herdeiros masculinos de Ladislau, o Breve, vieram rapidamente ao mundo. Os governos de Ladislau I na sua parte da Grande Polónia não tiveram sucesso porque o banditismo estava a espalhar-se por lá e a oposição interna tornou-se mais forte, liderada por Andrzej Zaremba, o bispo de Posnânia. Suspeitou-se, embora negado por alguns historiadores, que o Bispo Zaremba lançou uma maldição da igreja sobre Ladislau. Além disso, o Arcebispo Jakub Swinka, vendo que o Duque de Cujávia estava a ter problemas com uma governação adequada, começou a distanciar-se do seu antigo protegido. Em 1298, ocorreu em Kościan uma reunião entre a oposição da Grande Polónia e Henrique III de Glogóvia para concluir um acordo segundo o qual, em troca de cargos renovados para a oposição num futuro ducado reunificado, apoiariam a candidatura de Henrique ao trono da Grande Polônia. 

### Fuga do país (1299–1304)
A verdadeira ameaça ao poder de Ladislau veio, na verdade, do sul. Venceslau II da Boêmia decidiu reprimir o duque de Cujávia. Em 1299, um acordo foi concluído em Klęka sob o qual Ladislau, o Breve, concordou em reenviar homenagem a Venceslau II, em troca da qual receberia 400 grzywnas e uma renda de oito anos das minas em Olkusz. Ladislau, no entanto, não cumpriu os termos e condições estabelecidos em Klęka e, em julho de 1299, Venceslau II organizou uma expedição militar que resultou na fuga do príncipe cujaviano do país. 
Não se sabe exatamente onde Ladislau, o Breve, viveu durante os anos 1300-1304. Segundo a tradição, foi a Roma, onde participou na celebração do grande jubileu de 1300 organizada pelo Papa Bonifácio VIII.  Outros lugares onde ele poderia ter ficado foram a Rutênia e a Hungria, com cujos magnatas Vladislau mantinha relações aliadas. Durante esse tempo, a esposa de Ladislau, Jaduiga, e seus filhos permaneceram em Cujávia, na cidade de Radziejow, disfarçados de cidadãos comuns. 

### Recuperação da Cujávia, Pequena Polônia e Pomerânia de Gdańsk (1304–1306)
Ladislau I regressou à Pequena Polónia em 1304 com um exército dos seus apoiantes, que, segundo o historiador do século XV Jan Długosz, consistia em mais camponeses do que cavaleiros. Estabeleceu-se em Sandomierz com a ajuda do magnata húngaro Amadeus Aba. Mais tarde naquele mesmo ano, ele conseguiu dominar os castelos de Wiślica e Lelów. O sucesso do príncipe indomável teria durado pouco, se não fosse por várias circunstâncias favoráveis. Em 21 de junho de 1305, Venceslau II, o rei checo e polaco, morreu inesperadamente e a sua herança passou para o seu único filho, Venceslau III. Ladislau aproveitou a situação perfeitamente, dominando os ducados de Sandomierz, Sieradz - Łęczyca, e Brześć Kujawski até o final do ano. O governo checo em declínio tentou apoiar Venceslau III organizando uma expedição contra Ladislau. Mais uma vez a sorte favoreceu Ladislau, pois em 4 de agosto de 1306, Venceslau III foi assassinado em Olomouc, na Morávia, e o Reino da Boêmia ficou sem monarca e no calor de uma guerra civil. 
A morte do último premíslida no trono da Boêmia resultou em uma reunião de cavaleiros em Cracóvia, que levou a um convite oficial a Ladislau, o Breve, para assumir o poder. Houve uma entrada festiva na capital da Pequena Polónia em 1 de Setembro de 1306, e isto tem sido associado à concessão de privilégios para a cidade e para o actual principal defensor do domínio checo, Johann Muskata, o bispo de Cracóvia. 
Outro objetivo de Ladislau I era recuperar a herança de Premislau II: Grande Polónia e Pomerélia (Gdańsk Pomerânia). Esta campanha de unificação, no entanto, encontrou dificuldades consideráveis. Na Grande Polônia, Ladislau conseguiu assumir apenas o controle das cidades fronteiriças de Cujávia, Konin, Koło e Nakło, porque o resto do ducado havia aceitado o governo de seu antigo inimigo Henrique III de Głogóvia (exceto Wielun, que foi ocupada pelo príncipe Bolko I de Opole). A Pomerélia, no entanto, tornou-se subordinada ao governo de Ladislau, o Breve, como resultado de uma expedição no final de 1306, aceitando tributos de representantes da sociedade pomerana em Byszewo. O controle desta área remota teve de ser transferido para os governadores. Ladislau já não confiava na família Swienca da Pomerânia, portanto, apesar de deixar Peter Swienca, o membro mais antigo da família, como voivoda, o papel de governador foi dado aos seus dois sobrinhos (os filhos de Ziemomysł). Premislau tornou-se governador de Świecie e Casimiro III tomou Gdańsk e Tczew. 

### Anexação da Pomerélia pelos Cavaleiros Teutônicos (1307–1309)

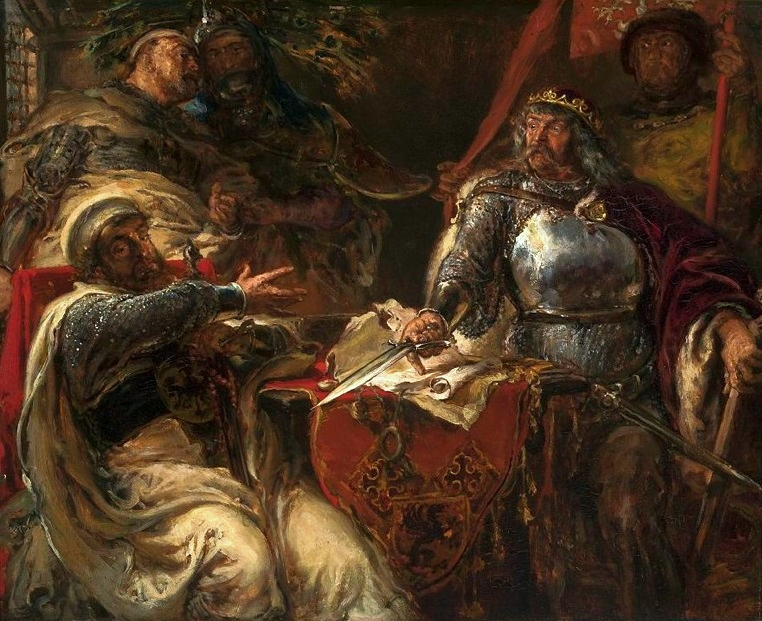
Rei Ladislau, o Breve, rompendo acordos com os Cavaleiros Teutônicos em Brześć Kujawski, uma pintura de Jan Matejko no Museu Nacional de Varsóvia

Enquanto isso, Gerward, o bispo de Cujávia (Włocławek), apareceu contra a família Peter Swienca e exigiu que eles devolvessem a renda episcopal roubada dele quando Pedro era governador do Reino Tcheco. Pedro perdeu o processo arbitral, que lhe ordenou devolver ao Bispo a enorme quantia de 2.000 grzywnas. Apesar de uma garantia parcial de Ladislau, o Breve, a família Swienca não conseguiu pagar tal quantia; portanto, em 17 de julho de 1307, eles mudaram sua lealdade de Ladislau para Waldemar, Marquês de Brandemburgo, e receberam dele como feudo as cidades de Darłowo, Polanowo, Sławno, Tuchola e Nowe, e receberam em perpetuidade a Terra de Slupsk. Em agosto de 1307, Waldemar atacou a Pomerélia. A resistência aos invasores em nome de Ladislau, o Breve, veio de Bogusz, um juiz da Pomerânia que se entrincheirou na cidade de Gdańsk. Contudo, rapidamente se tornou claro que as suas forças não conseguiriam enfrentar os agressores. 
Seguindo o conselho do prior alemão da Ordem Dominicana em Gdańsk, Ladislau I decidiu trazer a Ordem Teutônica para ajudar. A princípio parecia que tudo correu bem, já que os cavaleiros comandados por Gunther von Schwarzburg, comandante de Chełmno, expulsaram com sucesso os Brandemburgos de Gdańsk e depois seguiram para Tczew. No entanto, o Grão-Mestre da Prússia não deu ouvidos ao Príncipe Casimiro, governador de Ladislau que residia em Tczew, e sem luta tomou a cidade. Então os Cavaleiros tomaram Nowe e em 1308 completaram a campanha. Apenas Świecie permaneceu nas mãos de Ladislau, o Breve. Em abril de 1309, na Cujávia, houve uma reunião entre Ladislau, o Breve, e o Grão-Mestre da Prússia sobre a tomada da Pomerélia, na qual a Ordem Teutônica emitiu ao Príncipe um projeto de lei absurdo para o alívio de Gdańsk, e então se ofereceu para comprar o território. Ambas as propostas foram rejeitadas por Ladislau. Consequentemente, em julho de 1309, os Cavaleiros Teutônicos iniciaram o cerco de Świecie. A guarnição rendeu a cidade apenas em setembro. A fim de legitimar a sua conduta, os Cavaleiros adquiriram em setembro um direito questionável ao distrito de Brandemburgo. A anexação da Pomerélia permitiu ao Grão-Mestre transferir finalmente a sua capital de Veneza para Malbork. 

### Lidando com a oposição interna – Jan Muskata e a rebelião do prefeito Alberto (1308–1312)
A razão pela qual Ladislau, o Breve, não pôde estar envolvido diretamente nos assuntos da Pomerânia foi a situação instável na Pequena Polónia. A fonte da agitação foi Jan Muskata, bispo de Cracóvia e ex-seguidor de Venceslau II. Muskata começou a semear a discórdia contra Ladislau logo depois que ele ganhou o trono de Cracóvia, tentando estabelecer contatos com seus inimigos Bolko I de Opole e Henrique III de Glogóvia. Para ajudar o Príncipe de Cracóvia veio o venerável arcebispo de Gniezno, Jakub Swinka. Em 14 de junho de 1308, Swinka privou Muskata de seu bispado por abuso de poder. Usando o julgamento, Ladislau prendeu o bispo por apenas meio ano e depois o forçou a deixar as fronteiras do principado. Muskata não retornou a Cracóvia até 1317. 
Em 1311, Ladislau, o Breve, sobreviveu a outra crise de seu reinado. Desta vez a ameaça veio de dentro de Cracóvia, onde a nobreza alemã local disse que agora apoiava e obedeceria a João do Luxemburgo, o novo rei da Boémia. A razão para este estado de coisas foi a carga fiscal excessiva (na sua opinião) causada pela política de unificação das terras polacas e pela crise económica associada à perda da Pomerélia. À frente da revolta estava Alberto, o prefeito de Cracóvia, que chamou à cidade o duque Bolko I de Opole. Os rebeldes conseguiram controlar Cracóvia e ganhar o apoio de várias outras cidades na Pequena Polônia, mas Wawel foi salvo por tropas leais a Ladislau, o que tornou questionáveis as chances de uma rebelião bem-sucedida. A situação não mudou quando o duque de Opole chegou em abril de 1312. Os historiadores debatem se Bolko I veio para Cracóvia para os seus próprios fins, ou melhor, como governador em nome do novo rei checo, João da Boémia, que também usava o título de rei da Polónia. No entanto, João não pôde apoiar esta rebelião militante como resultado dos problemas que enfrentou na Morávia com os seus próprios rebeldes. Em qualquer caso, as tentativas de capturar o Castelo de Wawel falharam e, fortalecido pelo apoio húngaro, Ladislau, o Breve, dominou a rebelião em Sandomierz e forçou Bolko I de Opole a deixar Cracóvia em junho de 1312. Ao retornar a Opole, Bolko sequestrou o prefeito Albert e, por razões desconhecidas, prendeu-o (talvez para recuperar por meio de resgate os custos incorridos em conexão com a viagem a Cracóvia). Depois de encerrar a rebelião, Ladislau puniu os rebeldes. As penalidades foram severas; alguns vereadores foram enforcados e os seus bens confiscados, e a própria cidade de Cracóvia perdeu alguns dos seus privilégios (por exemplo, chefes hereditários). Logo após a rebelião, o latim foi introduzido nos livros da cidade, em vez do alemão. 

### Dominando a Grande Polônia (1309–1315)
Em 9 de dezembro de 1309, Henrique III de Glogóvia — que afirmava ser o sucessor do rei Premislau II e era o principal concorrente de Ladislau, o Breve, pelo ducado da Grande Polônia — morreu, deixando seu distrito dividido entre seus cinco filhos. Henrique, Jan e Przemko receberam Posnânia, e Boleslau e Conrado receberam Gniezno e Kalisz, que dividiram respectivamente um ano depois. Esta divisão formou uma nova organização territorial baseada nas cidades, em vez da anterior divisão castelã. Isto ameaçou a elite local e, assim, em 1314, a nobreza e os cavaleiros levantaram uma rebelião contra os filhos de Henrique III de Glogóvia. Estes acontecimentos surpreenderam tanto os duques que não conseguiram parar eficazmente a rebelião, e as suas tropas enviadas sob o comando de Janusz Biberstein sofreram derrota. Buscando uma posição política independente, a cavalaria local também ganhou Posnânia, que foi defendida pelo prefeito Przemek e pelos habitantes da cidade. Os cavaleiros da Grande Polónia, sabendo da supressão da rebelião do prefeito Alberto em Cracóvia por Ladislau, perceberam que ele era um defensor dos seus interesses económicos e políticos. O resultado foi a transferência do poder para Ladislau, que entrou em Posnânia em agosto de 1314. Após os acontecimentos em Posnânia, ele começou a se autodenominar príncipe do Reino da Polônia.  
Os duques foram forçados a aceitar a perda da Grande Polónia, pois permaneceram apenas com parte dos territórios que fazem fronteira com os rios Obra e Noteć. 
A recuperação da Grande Polónia permitiu a entrada de Ladislau na política internacional mais ampla. Em 1315, a Polónia concluiu uma aliança contra Brandemburgo com as três monarquias da Escandinávia: Dinamarca, Suécia e Noruega, bem como os ducados de Meclemburgo e Pomerânia. A guerra estourou um ano depois; porém, não trouxe sucesso e apenas causou a destruição de territórios fronteiriços. 

### Coroação (1315–1320)
Por volta dessa época, Ladislau, o Breve, também iniciou esforços para obter o consentimento papal para uma coroação real. Este plano foi ativamente apoiado pela igreja polaca, liderada por Borzysław, o arcebispo de Gniezno (o sucessor de Jakub Swinka que morreu em 1314), e Gervardo, o bispo da Cujávia (Włocławek). A decisão sobre a coroação foi finalmente tomada durante dois comícios de nobres e cavaleiros; a primeira foi realizada de 20 a 23 de junho de 1318 em Sulejow, onde foi preparada uma súplica especial com um pedido ao Papa, e a segunda em 29 de junho em Pyzdry . O bispo Gerward foi enviado a Avignon com os documentos. O acordo bem-sucedido incluiu um método substituto de cálculo das moedas papais em termos favoráveis ao papado. 
O consentimento foi dado pelo Papa João XXII em 20 de agosto de 1319, embora não diretamente devido à oposição do rei João da Boémia, que também reivindicou a coroa da Polónia. O Papa procurava uma forma de preservar os direitos de Ladislau e da Polónia sem infringir os de João e da Boémia, e descobriu que as reivindicações do Luxemburgo (apesar da sua tênue base jurídica) se referiam à Grande Polónia, o "reino" de Premislau II. Como tal, Cracóvia foi escolhida para a coroação em vez de Gniezno, visto que uma coroação em Cracóvia não violaria os direitos de João da Boêmia.  Em 20 de janeiro de 1320, na Catedral de Wawel, Janisław, o Arcebispo de Gniezno (sucedendo a Borzysław), coroou Ladislau como Rei da Polônia. Colocar o rito da coroação polaca em Cracóvia, no entanto, fez com que João questionasse a sua legalidade. À luz do uso do título de Rei da Polônia por João da Boêmia, na arena internacional Ladislau, o Breve, foi considerado o Rei de Cracóvia, e não de todo o país. 
O ano de 1320 foi importante para a política de Ladislau I por outras razões. Em 14 de abril de 1320, em Inowrocław, e depois em Brześć Kujavia, ele iniciou deliberações com a corte papal para julgar o caso da anexação de Gdańsk Pomerânia pelos Cavaleiros Teutônicos. Depois de ouvir vinte e cinco testemunhas do lado polaco, os juízes emitiram uma decisão favorável ao rei em 9 de fevereiro de 1321. De acordo com essa decisão, a Ordem Teutónica teve de devolver a Pomerânia à Polónia, pagar 30.000 grzywnas como compensação pela recolha de rendimentos da Pomerânia e pagar os custos do processo. Os Cavaleiros Teutônicos não esperavam que tal decisão fosse renunciada e interpuseram recurso. Sob a influência das ações do procurador da Ordem Teutônica na Cúria Papal, o Papa não aprovou o julgamento de Inowrocław e o caso foi suspenso. Isto deu à Santa Sé a oportunidade de usar o conflito para os seus próprios fins nos anos subsequentes. 

### Alianças (1320)
O reino de Ladislau estava agora cercado por três forças hostis: Brandemburgo, a Ordem Teutônica e o Reino Luxemburguês da Boêmia. Procurando aliados durante o grande conflito europeu entre o Papa João XXII e Luís da Baviera, Ladislau ficou do lado do campo papal. A aliança de Ladislau com Carlos I Robert, rei da Hungria, foi fortalecida em 1320 pelo casamento de Carlos I Robert com a filha de Ladislau, Isabel Łokietkówną. 

### Expedição à Rus e a guerra com Brandemburgo (1323-1326)
Três anos depois, a aliança polaco-húngara provou seu valor na Galícia de Rus. Os dois últimos príncipes descendentes da dinastia de Rurik, André da Galiza e Lev II da Galiza, foram mortos em batalha. Os aliados decidiram ajudar o parente mais próximo dos falecidos príncipes – Boleslau Jorge, filho de Trojden, duque de Mazovia – a assumir o trono local. Este esforço levou ao aumento da influência polaca na Rússia, o que permitiu a eventual tomada da região pelo filho e sucessor de Ladislau, Casimiro III, o Grande. 
O duque lituano Gediminas tornou-se outro aliado do rei Ladislau em 1325. Esta aliança foi apoiada pelo casamento entre a filha de Gediminas, Aldona (que adotou o nome de batismo de Anna) e o filho de Ladislau, Casimiro. 
Em 1323, o Sacro Imperador Romano Luís IV deu a seu filho Luís V a Marcha de Brandemburgo. O Papa João XXII convocou, portanto, os seus apoiantes para não permitirem a assunção da herança Ascaniana pela Casa Bávara de Wittelsbach. Com o apoio da Lituânia, Ladislau invadiu Brandemburgo em 10 de fevereiro de 1326. Ele informou aos Cavaleiros Teutônicos sobre a participação de exércitos pagãos na expedição. Ele podia, pelo menos temporariamente, contar com a sua neutralidade, uma vez que a sua trégua vigorou até ao final de 1326. A aproximação de Brandemburgo não produziu resultados significativos, exceto algumas destruições, prisioneiros e recuperação do castelão de Miedzyrzecz. Isto não melhorou a popularidade de Ladislau na Alemanha, pois percebeu-se que o rei polaco, juntamente com os pagãos, iniciou a guerra com o mundo cristão. O papado manteve-se em silêncio e não apoiou o rei polaco, mas não o condenou. A guerra com Brandemburgo também alarmou os príncipes da Silésia. No mesmo ano, Ladislau, o Breve, recuperou as terras de Wieluń de Boleslau, o Velho, o duque de Niemodlin. 

### Tentativa fracassada de dominar a Mazóvia (1327-1328)
Ladislau I organizou outra expedição armada no ano seguinte. Desta vez o alvo foi a subordinação do duque Venceslau de Plock. A expedição, apesar da aquisição e incêndio de Płock, terminou em fracasso, principalmente porque a Ordem Teutônica entrou na guerra ao lado de Venceslau, e logo depois João da Boêmia, rei da Boêmia, fez o mesmo. Não ocorreram confrontos maiores com os adversários, mas o rei da Boêmia, aproveitando a atividade militar na Silésia, recebeu uma homenagem dos príncipes da Alta Silésia em Opava em fevereiro de 1327.  
Em conexão com a eclosão da Guerra Polaco-Teutônica em 1327 e a ameaça associada às áreas fronteiriças, as posses foram trocadas entre o rei e seus sobrinhos. Entre 28 de maio de 1327 e 14 de outubro de 1328, Premislau de Inowrocław deu a Ladislau o Ducado de Inowrocław com Wyszogród e Bydgoszcz em troca do Ducado de Sieradz. E provavelmente na virada de 1327/1328, os filhos de Siemowit de Dobrzyń - Ladislau, o Corcunda e Boleslau - trocaram o principado de Dobrzyń pelo principado de Łęczyca. 

### Perda de Dobrzyń (1329)
Em 1329 houve uma retomada da guerra. João da Boêmia, com a ajuda dos Cavaleiros Teutônicos, tomou Dobrzyn, que logo deu aos seus aliados. Outra perda foi a coerção bem-sucedida de João sobre Venceslau de Plock para homenageá-lo. E assim o duque de Plock recusou-se a aceitar a soberania do monarca polaco e, em vez disso, foi dominado por um estranho. Os Cavaleiros Teutônicos, aproveitando o fato de a Cujávia não estar preparada para a guerra, cruzaram o Vístula e queimaram e destruíram os bispados de Wloclawek, Raciąż e Przedecz. 

### A guerra com os Cavaleiros Teutônicos na Cujávia e a Batalha de Płowce (1330–1332)

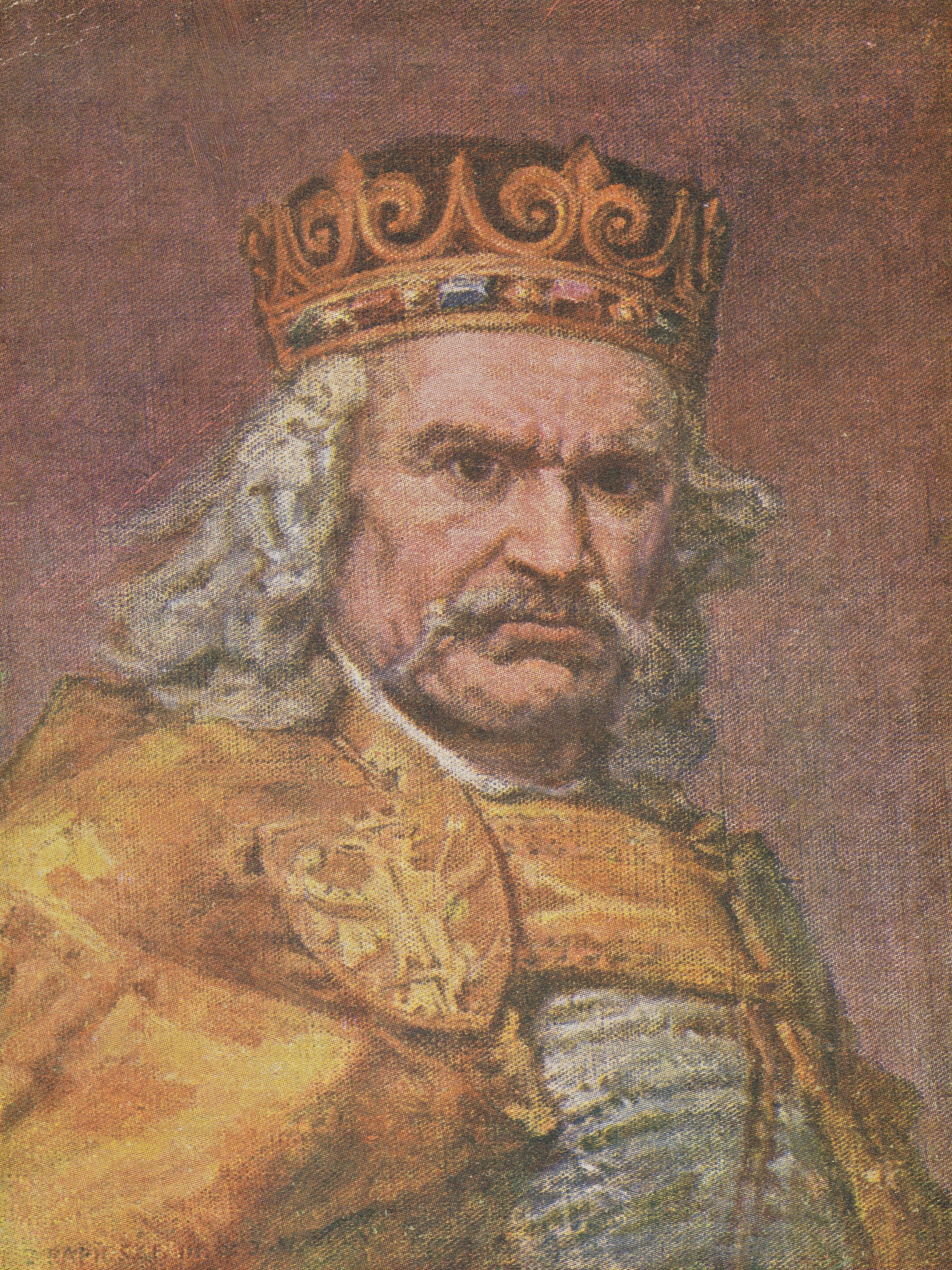
Ladislau I, de Jan Matejko

Em 1330, os Cavaleiros Teutônicos retomaram as hostilidades. Os cruzados saquearam com sucesso cidades na Cujávia e na Grande Polônia: Radziejów, Bydgoszcz e Nakło . Somente com uma ousada travessia do rio Vístula por Ladislau e a intrusão em Chełmno com a ajuda dos lituanos os aliados tiveram sucesso em sitiar o castelo de Kowalewo Pomorskie em setembro.  Então, sob o castelo sitiado dos Cavaleiros Teutônicos em Lipienek, o rei concordou com uma trégua de sete meses em 18 de outubro de 1330. Infelizmente, durante esta viagem a aliança com o duque da Lituânia foi comprometida como resultado de uma disputa pessoal entre Ladislau e Gediminas. 
Em 1331, houve outra expedição armada dos Cavaleiros Teutônicos às terras polonesas. Desta vez, de acordo com o plano de ação da Ordem, as tropas sob o comando de Dietrich von Altenburg deveriam coordenar-se com a expedição do rei João da Boêmia. Os dois exércitos se encontrariam sob as muralhas de Kalisz . Em meados do ano, tropas teutónicas realizando um esforço de reconhecimento entraram na Cujávia e na Grande Polónia, incluindo a tomada de Pyzdry (onde houve escaramuça com as tropas polacas) e de Gniezno . A expedição principal foi organizada em setembro de 1331. Embora os Cavaleiros tenham se encontrado em Kalisz conforme combinado, na chegada não havia tropas tchecas presentes. João da Boêmia parou na Silésia, onde efetivamente interrompeu a resistência de Bolko II de Świdnica e resolveu o caso instável de Glogóvia após a morte do duque Przemko II. 
Incapazes de desferir um golpe decisivo em Ladislau I, os Cavaleiros decidiram finalmente dominar Cujávia. A noite de 23 para 24 de setembro viu o primeiro grande confronto não resolvido perto de Konin. Três dias depois, pela manhã, as tropas polonesas, totalizando cerca de 5.000 homens e lideradas pessoalmente pelo rei Ladislau e seu filho, o príncipe Casimiro, encontraram a retaguarda dos Cavaleiros Teutônicos perto de Radziejów. Aproveitando a surpresa, os poloneses derrotaram a unidade inimiga e fizeram prisioneiro Teodorico de Altemburgo, comandante da expedição. À tarde, porém, houve outro confronto perto da aldeia de Płowce. A batalha não foi resolvida devido à retirada de algumas tropas polonesas com o príncipe Casimiro, e na confusão o comandante teutônico escapou do cativeiro. Embora inconclusiva, a Batalha de Płowce foi importante psicologicamente para os polacos, pois os convenceu de que os Cavaleiros não eram intransponíveis. 
Logo após estes acontecimentos, foram iniciadas negociações de paz em Inowrocław. No entanto, desta vez não foi possível a Ladislau chegar a um acordo com os Cavaleiros Teutónicos. Em 1332, os Cavaleiros organizaram uma grande expedição militar sob o comando de Otão de Luteberga. Desta vez, as forças polacas eram demasiado escassas para enfrentar a resistência dos Cavaleiros em campo aberto. Em 20 de abril, após um cerco de quase duas semanas, Brześć, a capital da Cujávia, caiu. Logo os Cavaleiros Teutônicos também estavam nas outras principais fortalezas da província - Inowrocław e Gniewkowo, esta última foi destruída por ordem do príncipe da terra, Casimiro III de Gniewkowo. 
A perda da Cujávia, que era o seu património, foi certamente muito dolorosa para Ladislau, embora no mesmo ano, aproveitando a morte de Przemko II de Glogóvia, tenha tomado Zbąszyń na Grande Polónia junto ao rio Obra, que tinha sido detido por os duques de Glogóvia. 

### Morte
Ladislau I, o Breve, morreu em 2 de março de 1333 no Castelo de Wawel, em Cracóvia, onde foi enterrado na catedral, talvez em 12 de março daquele ano.  Seu filho, Casimiro III, o Grande, herdou a Pequena Polônia, o Ducado de Sandomierz, a Grande Polônia, a Cujávia e os Ducados de Łęczyca e Sieradz. No entanto, a Silésia e a Terra da Lubúsquia a oeste, juntamente com Pomerânia de Gdańsk, Pomerânia Ocidental e Mazóvia ao norte, ainda permaneciam fora das fronteiras do reino. No entanto, o reinado de Ladislau foi um passo importante no caminho para a restauração do Reino da Polónia.

## Legado
Ladislau, o Breve, perseguiu persistentemente o objetivo de sua vida: unir a Polônia. Ele não foi, entretanto, totalmente bem-sucedido e suas conquistas não foram fáceis. Além disso, se não fosse pelas mortes inesperadas de seus muitos oponentes mais fortes: Leszek, o Negro, Henrique IV, o Justo, Casimiro II de Łęczycka, Premislau II da Grande Polônia, Venceslau II, Venceslau III e Henrique III de Glogóvia, Ladislau poderia ter permanecido para sempre o príncipe da pequena Brześć-Cujávia. Mas se não fosse pelas ações persistentes e consistentes de Ladislau, o Breve, a Polónia poderia ter-se tornado parte da monarquia luxemburguesa ou poderia ter sido permanentemente dividida. Foi durante o seu reinado que a Polónia entrou em confronto sério pela primeira vez com a Ordem Teutónica e estabeleceu uma aliança surpreendente com a Lituânia que acabaria por durar séculos. Com a coroação em Wawel, o rei estabeleceu um precedente e solidificou a posição do reino polaco. Ladislau também se esforçou para estabelecer um código legal uniforme em todo o país. Neste código ele garantiu a segurança e a liberdade dos judeus e os colocou em pé de igualdade com os cristãos. Finalmente, ao iniciar a unificação do país, também começou a organizar uma estrutura administrativa e de tesouraria a nível nacional. Esta ação foi continuada com sucesso por seu filho e sucessor, Casimiro III, o Grande. 
Se não fosse pelos méritos de seu pai, Casimiro III não teria sido capaz de ter a regra limite para pagar ao rei da Boêmia e ao rei titular polonês João da Boêmia a gigantesca soma de 1,2 milhões de groschen de Praga para ceder seus direitos à coroa polonesa., ou falar com os maiores governantes europeus como iguais, ou desenvolver um Estado economicamente unificado. Tal como no caso de Miecislau I e Boleslau, o Bravo, o pai está à sombra do filho e sucessor. 

## Títulos reais
- Título antes da coroação: Wladislaus Dei gracia, dux Regni Poloniae et dominus Pomeraniae, Cuiavie, Lanciciae ac Siradiae
  - Tradução: Vladislau pela graça de Deus, Duque do Reino da Polônia e Senhor da Pomerânia, Cujávia, Łęczyca e Sieradz
- Título real após a coroação: Wladislaus Dei gracia, rex Poloniae et dominus Pomeraniae, Cuiavie, Lanciciae ac Siradiae
  - Tradução: Vladislau pela graça de Deus, Rei da Polônia e Senhor da Pomerânia, Cujávia, Łęczyca e Sieradz

Histórias posteriores referem-se a ele também como Ladislau IV ou Ladislau I. Não há registros que mostrem que ele realmente usou qualquer número régio. Ambos os numerais são atribuições retrospectivas de historiadores posteriores. "IV" vem do fato de ele ser o quarto com esse nome a governar como suserano dos poloneses, desde Ladislau I Herman. "I" vem dele ter restaurado a monarquia após uma era fragmentada de um século ou mais, e também contando regressivamente de Ladislau de Varna que usou oficialmente o numeral III e Ladislau Vasa que usou o numeral IV. 

## Família

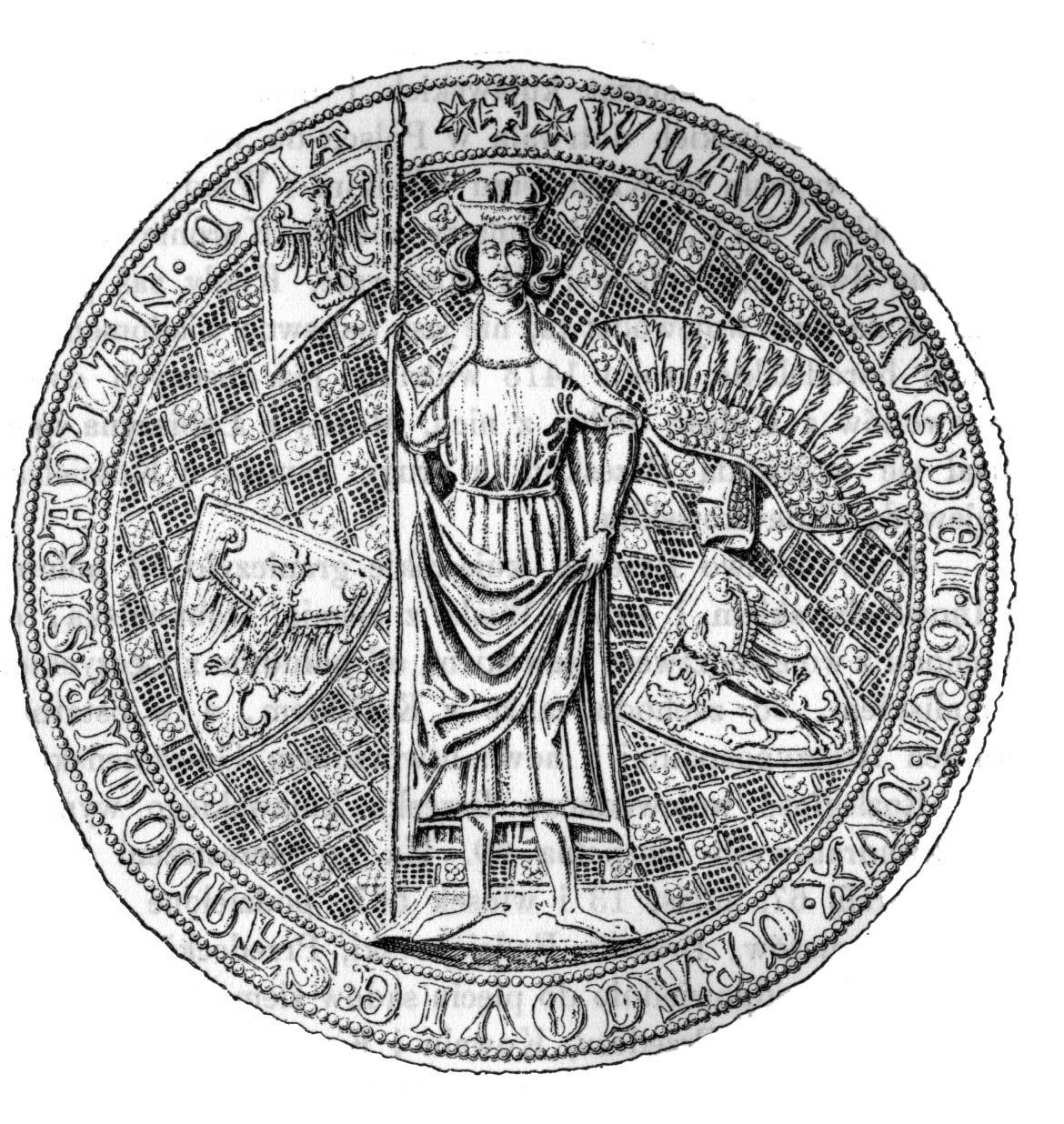
Selo ducal de Ladislau, o Breve, de 1315

Ladislau casou-se com Edviges de Kalisz,  filha de Boleslau, o Piedoso, duque da Grande Polônia, e de Iolanda da Hungria. Eles tiveram seis filhos conhecidos. 
- Kunigunde (nascida entre 1295 e 1298; falecido em 9 de abril de 1331 ou 1333). Casou-se primeiro com Bernardo de Świdnica. Seus filhos incluíam Bolko II de Świdnica. Casou-se depois com com Rodolfo I, Duque de Saxe-Wittenberg.
- Estêvão (nascido entre 1296 e 1300; falecido em 1306) – provavelmente em homenagem a Estêvão V, tio de Edviges, ou possivelmente Santo Estêvão; no entanto, este nome indica uma influência húngara. [32] Ele foi sepultado na Igreja Franciscana de Cracóvia.
- Vladislau (nascido entre 1296 e 1311; falecido em 1312) – em homenagem a seu pai; ele foi enterrado, com Estêvão, na Igreja Franciscana de Cracóvia.
- Isabel (1305 – 29 de dezembro de 1380) – esposa de Carlos I Roberto (1288–1342), rei da Hungria (1308–1342). [33]
- Casimiro III, o Grande (30 de abril de 1310 – 5 de novembro de 1370), Rei da Polônia (1333–1370). [34]
- Edviges (nascida entre 1306 e 1309 ou entre 1311 e 1319; falecida em 3 de junho entre 1320 e 1335) [35] - em homenagem a sua mãe. Otão, o Feliz (1301–1339), duque da Áustria (1330–1339), possivelmente solicitou sua mão em casamento, em 1331. [36]

## Na cultura popular
Ele é interpretado por Wiesław Wójcik na série de TV histórica polonesa Korona królów (A Coroa dos Reis). Ele é um personagem recorrente na primeira temporada. 

## Galeria
| {{{caption}}}                                                    |
| A chamada Coroa de Boleslau, o Bravo, foi feita para Ladislau I. |

|                                                                    |
| Em 1320, o rei iniciou a construção de uma nova Catedral de Wawel. |

| {{{caption}}}                        |
| Retrato do século XVI por Anton Boys |

| {{{caption}}}                                   |
| O túmulo do monarca dentro da Catedral de Wawel |

| {{{caption}}}                               |
| Władysław I on White Horse por M. Barwicki. |